# (1350) Rosselia
(1350) Rosselia (désignation provisoire 1934 TA) est un astéroïde de la ceinture principale découvert le 3 octobre 1934 par l'astronome belge Eugène Delporte.

## Historique
Le lieu de découverte, par l'astronome belge Eugène Delporte, est Uccle (Région de Bruxelles-Capitale).
Sa désignation provisoire, lors de sa découverte le 3 octobre 1934, était 1934 TA.
L’astéroïde est nommé en l'honneur de Marie-Thérèse Rossel (en), rédactrice en chef du quotidien belge Le Soir.

## Caractéristiques
Sa distance minimale d'intersection de l'orbite terrestre est de 1,602 060 ua, tandis que son demi-grand axe est de 2,857 ua.